# بيرسونا 3 ذا موفي: 2 حلم فارس منتصف الصيف
بيرسونا 3 ذا موفي: 2 ميدسمر نايت دريم (باليابانية: 劇場版「ペルソナ3」第2章، بالروماجي: Gekijōban Perusona 3 Dai Ni Shō) هو فيلم أنمي ياباني من إخراج توموهيسا تاغوتشي ومن تأليف جون كوماغاي ومن أيه-1 بكتشرز، الفيلم تكملة لأحداث بيرسونا 3 ذا موفي: 1 سبرنغ أوف بيرث، المقتبس من لعبة الفيديو برسونا 3 من تطوير أتلس. عرض الفيلم في اليابان في 7 يونيو عام 2014.

## القصة
تدور أحداث القصة عن ماكوتو الذي أدرك قيمة الحياة وأهمية أصدقائه، استعاد ماكوتو ابتسامته أخيرًا، ومع تحول الربيع إلى الصيف، يذهب ماكوتو والآخرون إلى ياكوشيما لقضاء عطلة الصيف ويقضون معظم اليوم في اللعب على الشاطئ. يجد ماكوتو نفسه يتعلم المزيد عن هؤلاء االأصدقاء ويقترب منهم، ويلتقي بأصدقاء جدد، ويتمنى ماكوتو أن يستمر كل شيء كما هو.

## الأداء الصوتي

### الشخصيات الرئيسية
ماكوتو يوكي
أداء صوتي: أكيرا إيشيدا
يوكاري تاكيدا
أداء صوتي: ميغومي تويوغوتشي
جونبي إيوري
أداء صوتي: كوسكي توريومي
ميتسورو كيريجو
أداء صوتي: ريه تاناكا
أكيهيكو سانادا
أداء صوتي: هيكارو ميدوريكاوا
فوكا ياماغيشي
أداء صوتي: ماميكو نوتو
شينجيرو أراغاكي
أداء صوتي: كازويا ناكاي
إيجيس
أداء صوتي: مايا ساكاموتو
كين أمادا
أداء صوتي: ميغومي أوغاتا
إيغور
أداء صوتي: إيسامو تانوناكا
إليزابيث
أداء صوتي: ميوكي ساواشيرو

### شخصيات أخرى
شوجي إيكوتسوكي
أداء صوتي: هيديوكي هوري
تاكايا ساكاكي
أداء صوتي: نوبوتوشي كانا
جين شيراتو
أداء صوتي: ماسايا أونوساكا
تاكيهارو كيريجو
أداء صوتي: ياسونوري ماستاني
سيد إيساكو توريومي
أداء صوتي: يوكا كوماتسو
مايكو أوهاشي
أداء صوتي: فوميكو أوريكاسا

## وصلات خارجية
- الموقع الرسمي (باليابانية)
- بيرسونا 3 ذا موفي نسخة محفوظة 5 مارس 2018 على موقع واي باك مشين. على موقع أنيبلكس (باليابانية)